# Schlacht von Xuan Loc
Schlacht um Tua Hai (1960) – Schlacht um Ap Bac (1963) – Schlacht von Nam Dong (1964) – Tonkin-Zwischenfall (1964) – Operation Flaming Dart (1965) – Operation Rolling Thunder (1965–68) – Schlacht von Dong Xoai (1965) – Schlacht im Ia-Drang-Tal (1965) – Operation Crimp (1966) – Operation Hastings (1966) – Schlacht von Long Tan (1966) – Operation Attleboro (1966) – Operation Cedar Falls (1967) – Schlacht um Hügel 881 (1967) – Schlacht bei Dak To (1967) – Schlacht um Khe Sanh (1968) – Tet-Offensive (1968) – Schlacht um Huế (1968) – Operation Speedy Express (1968/69) – Operation Dewey Canyon (1969) – Schlacht am Hamburger Hill (1969) – Operation Menu (1969/70) – Operation Lam Son 719 (1971) – Schlacht um FSB Mary Ann (1971) – Schlacht um Quảng Trị (1972) – Operation Linebacker (1972) – Operation Linebacker II (1972) – Schlacht von Xuan Loc (1975) – Operation Frequent Wind (1975)

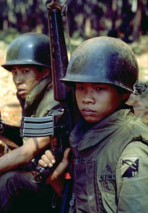
Zwei Soldaten der 18. Division während der Schlacht

Die Schlacht von Xuan Loc war die letzte große Schlacht des Vietnamkriegs. Zwölf Tage lang versuchte die 18. Division der Armee der Republik Vietnam (ARVN), die Stadt Xuan Loc zu halten. Ihr standen überlegene Einheiten aus drei Divisionen gegenüber.
Der nordvietnamesische General Van Tien Dung plante den Angriff auf Saigon. Um erneute schwere Schäden wie bei der Tet-Offensive zu vermeiden, sollten wichtige Einheiten der ARVN bereits vor der Stadt vernichtet werden, um sich dort nicht verschanzen zu können. Eine dieser Einheiten war bei Xuan Loc stationiert.
Während der Kämpfe um den Ort bewies die ARVN ein letztes Mal, dass auch sie aus gut ausgebildeten und loyalen Soldaten bestand. In den Medien war die Armee zu dieser Zeit meist als schlecht ausgebildet und unmotiviert dargestellt worden.

## Aufstellung
Nach ihren Siegen in den zentralen Hochgebieten des Landes rückten die Vietnamesische-Volksarmee-Truppen weiter nach Süden vor und verwickelten die ARVN in zahlreiche Schlachten. Auch Xuan Loc, ein kleiner Ort in der Provinz Long Khanh, war Ziel eines Angriffs, weil sich dort wichtige Verbindungsstraßen nach Saigon und andere Großstädte kreuzten. Die nordvietnamesische Truppe bestand aus der 341., 6. und 7. Infanteriedivision. Ihnen stand die 18. ARVN-Division gegenüber, die von Luftlandeeinheiten, die per Hubschrauber eingeflogen wurden, und lokalen Milizen unterstützt wurden.

## Verlauf
Nach ihrem ersten kurzen Angriff am 9. April begann die Vietnamesische Volksarmee damit, Xuan Loc weiträumig mit Artillerie zu beschießen. Danach rückte sie aus drei Richtungen über die Straßen mit Panzern und Infanterieeinheiten auf die Stadt vor. Die folgende Schlacht war untypisch für den Vietnamkrieg, da ganze Divisionen in die Kämpfe verwickelt waren und viele Panzer und andere Großwaffen eingesetzt wurden.
Bis zum 11. April konnten alle Angriffe von den ARVN-Regimentern abgewiesen werden. Nachdem die Lage sich etwas beruhigt hatte, wurden die ARVN-Truppen per Lufttransport durch US-amerikanische Hubschrauber mit neuer Munition versorgt; insgesamt wurden 193 Tonnen eingeflogen. Zudem wurden Marschkolonnen der Vietcong von US-Flugzeugen aus bombardiert. Am 13. April begann der Angriff erneut, die Südvietnamesen konnten aber ihre Stellungen halten.
Nach einigen Tagen harter Kämpfe mussten sich die ARVN-Einheiten auf Befehl des südvietnamesischen Oberkommandos zurückziehen und sich dabei ihren Weg freikämpfen. Vor allem die gepanzerten Einheiten erlitten nun schwere Verluste und verloren die Hälfte ihrer Fahrzeuge. Zudem bewegte sich ein Vietcong-Artillerieregiment in dieselbe Richtung, um einen Flugplatz zu attackieren.
Nach diesem Angriff am 16. April war auch der letzte organisierte Widerstand an den Straßen 1 und 20 zusammengebrochen. Am 20. April verließ auch die Luftlandeeinheit Xuan Loc, damit war die Schlacht beendet. Die Einheit formierte sich später neu und kämpfte weiter.
Im Unterschied zu dem bis dahin vorherrschenden Eindruck von der ARVN hatten die Soldaten nach Augenzeugenberichten bei Xuan Loc entschlossen gekämpft. Es war eine der wenigen Schlachten, bei denen sich ARVN-Truppen nicht vor überlegenen Gegnern zurückzogen oder massenweise desertierten. Dies motivierte auch den Rest der Armee, so dass viele Einheiten sich neu formierten und den Kampf wieder aufnahmen. Der Widerstand überraschte auch die Verbände der Vietnamesischen Volksarmee, die hohe Verluste erlitten, darunter 37 von der ARVN ausgeschaltete T-54-Panzer. Die Regierung Südvietnams ließ Reporter u. a. aus den USA einfliegen, um die schweren NVA-Verluste zu dokumentieren.

## Folgen
Nachdem auch Xuan Loc gefallen war, stand der Vietnamesischen Volksarmee nicht mehr viel auf ihrem Marsch nach Saigon im Weg. Es wurde nur noch vereinzelt Widerstand geleistet.